# 蜜拉·梅農
蜜拉·梅農是一名印度裔美國導演、編劇和剪輯師。她的導演處女作《Farah Goes Bang》於2013年在翠貝卡電影節上映，並被翠貝卡和《時尚》雜誌授予首屆諾拉·艾芙倫獎。她目前居住在洛杉磯。

## 早期生活
梅農出生於印度喀拉拉邦的帕拉克卡德。她的父親維賈揚·梅農（Vijayan Menon）是一名電影製片人，也是塔拉藝術的創始人。塔拉藝術（Tara Arts）是南印度的英國文化大使，展示音樂劇和電影，是她最早的電影創作靈感，在她很小的時候就用父親的相機和隔壁鄰居一起拍攝電影。梅農說，雖然父母鼓勵她追求藝術，但父親建議她將之視為一種嗜好。
由於這種對電影的思考方式，梅農沒有認真考慮將電影製作視為未來的職業，直到她就讀哥倫比亞大學，並參加由專業電影人教授的課程。梅農在哥倫比亞大學獲得英語和藝術史學士學位，但她在那裡時已經開始執導電影，並發現自己對這項工藝的熱情。她後來獲得南加州大學電影藝術學院的藝術碩士學位。

## 職業生涯
2009年，梅農自編自導了一部短篇電影《Mark in Argentina》，講述一位州長在阿根廷尋找情婦的故事。然而直到梅農發表她的長篇處女座時，她才開始得到媒體的大量認可。
梅農的第一部長篇電影《Farah Goes Bang》被珍妮佛·米爾斯（Jennifer Mills）描述為「探索了許多類型：公路電影、性的成長電影、政治電影、夥伴電影」。梅農與勞拉·古德共同編寫這部電影，後者也擔任製片人。梅農不只憑藉《Farah Goes Bang》獲得諾拉·艾芙倫獎，而且該片還在洛杉磯亞太電影節和CAAMFest獲得了獎項。
2015年，梅農執導了以女性為主導的華爾街劇《權益》。該片在2016年日舞影展的競賽單元中首映。
2016年，梅農為Refinery29的ShatterBox文集編導短片《The Press Conference》，這是一個由女性編導的12部短片系列。該短片於2016年9月23日在Refinery29的網站上首映。
她還曾在電視劇《魔法師》中擔任導演，在第三季中擔任一集，第四季中擔任兩集。

## 影視作品

### 電影
| 年份 | 標題   | 標題                 | 職務 | 職務 | 備註 |
| 年份 | 譯名   | 原名                 | 導演 | 編劇 | 備註 |
| ---- | ------ | -------------------- | ---- | ---- | --- |
| 2009 | 不適用 | Mark in Argentina    | 是   | 是   | |
| 2013 | 不適用 | Farah Goes Bang      | 是   | 是   | - 提名－冬季電影獎最佳導演獎 - 提名－冬季電影獎最佳電影獎 - 提名－洛杉磯亞太電影節最佳敘事片獎 - 翠貝卡電影節諾拉·艾芙倫獎 - 洛杉磯亞太電影節最佳故事片獎 |
| 2016 | 權益   | Equity               | 是   | 否   | |
| 2016 | 不適用 | The Press Conference | 是   | 是   | |

### 電視
| 年份 | 標題                   | 標題                       | 職務 | 職務 | 備註                                   |
| 年份 | 譯名                   | 原名                       | 導演 | 編劇 | 備註                                   |
| ---- | ---------------------- | -------------------------- | ---- | ---- | -------------------------------------- |
| 2017 | 血路狂飆               | Blood Drive                | 是   | 否   | 2集                                    |
| 2017 |                        | Fear the Walking Dead      | 是   | 否   | 集數：「家園防線」                     |
| 2018 | 泰坦                   | Titans                     | 是   | 否   | 集數：「結隊」                         |
| 2018 | GLOW：華麗女子摔角聯盟 | GLOW                       | 是   | 否   | 集數：「The Good Twin」                |
| 2018 | 高堡奇人               | The Man in the High Castle | 是   | 否   | 集數：「History Ends」                 |
| 2018 | 魔法師                 | The Magicians              | 是   | 否   | 4集                                    |
| 2019 |                        | The Punisher               | 是   | 否   | 集數：「The Abyss」                    |
| 2019 |                        | The Walking Dead           | 是   | 否   | 集數：「收穫」                         |
| 2019 | 極地惡靈               | The Terror: Infamy         | 是   | 否   | 集數：「My Perfect World」             |
| 2019 | 安眠書店               | You                        | 是   | 否   | 集數：「再會了，我的小兔子」           |
| 2019 |                        | Outlander                  | 是   | 否   | 2集                                    |
| 2020 | 髒鬼約翰               | Dirty John                 | 是   | 否   | 集數：「The Turtle and the Alligator」 |
| 2021 | 太空使命               | For All Mankind            | 是   | 否   | 2集                                    |
| 2022 |                        | Ms. Marvel                 | 是   | 否   | 2集                                    |
| 2022 |                        | Westworld                  | 是   | 否   | 集數：「懺悔」                         |

## 外部連結
- 官方网站
- 蜜拉·梅農在互联网电影资料库（IMDb）上的資料（英文）
- Elephant Shoes Pictures （页面存档备份，存于）
- Interview with the Believer （页面存档备份，存于）